# Trachelas hassleri
Espèce
Trachelas hassleri est une espèce d'araignées aranéomorphes de la famille des Trachelidae.

## Distribution
Cette espèce est endémique du Guyana. Elle se rencontre vers le mont Makarapan.

## Description
La femelle holotype mesure 3,60 mm.

## Étymologie
Cette espèce est nommée en l'honneur de William Grey Hassler.

## Publication originale
- Gertsch, 1942 : New American spiders of the family Clubionidae III. American Museum Novitates, no 1195, p. 1-18 (texte intégral).